# 弗雷德里克·汉弗莱斯
弗雷德里克·汉弗莱斯（英語：Frederick Humphreys，1878年1月28日—1954年8月10日），英国男子拔河、摔跤运动员。他曾代表英国参加1908年、1912年和1920年夏季奥林匹克运动会，获得一枚金牌和一枚银牌。